# Wechselladerfahrzeug

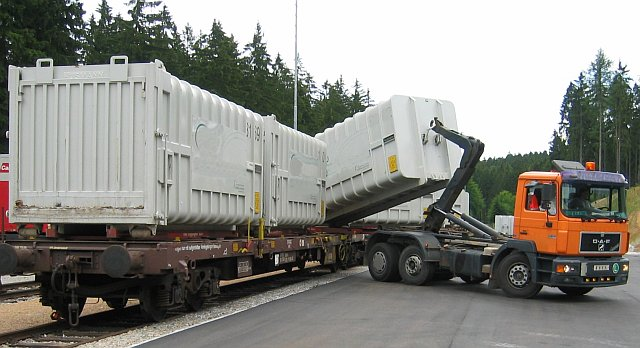
ACTS-Verladung

Wechselladerfahrzeuge (auch Abrollkipper, Abrollkipperfahrzeug, mancherorts WLF abgekürzt) sind Lastkraftwagen oder Anhänger, welche als Trägerfahrzeuge zum Transport von Abrollbehältern konzipiert sind. Diese sind rückseitig mit einer Wechsellader-Einrichtung ausgestattet, mit welcher ein Abrollbehälter innerhalb von Minuten auf- oder abgeladen werden kann.
Der Vorteil von Wechselladerfahrzeugen ist die Trennung des Behälters vom Transportfahrzeug, wodurch der Behälter unabhängig vom Transportfahrzeug zur Be- oder Entladung abgestellt werden kann. Zudem bieten Wechselladersysteme gegenüber dem Unterhalt einer Vielzahl von Sonderfahrzeugen Vorteile durch geringere laufende Kosten, geringeren Wartungsaufwand und Personalbedarf. Gegenüber einzelnen motorisierten Sonderfahrzeugen kann jedoch, falls mehrere Behälter zeitgleich gebraucht werden, ein Zeitnachteil im Einsatz entstehen. Dies hängt vom Mengenverhältnis zwischen vorhandenen Wechselladern und Abroll-Containern ab.

## Verwendung

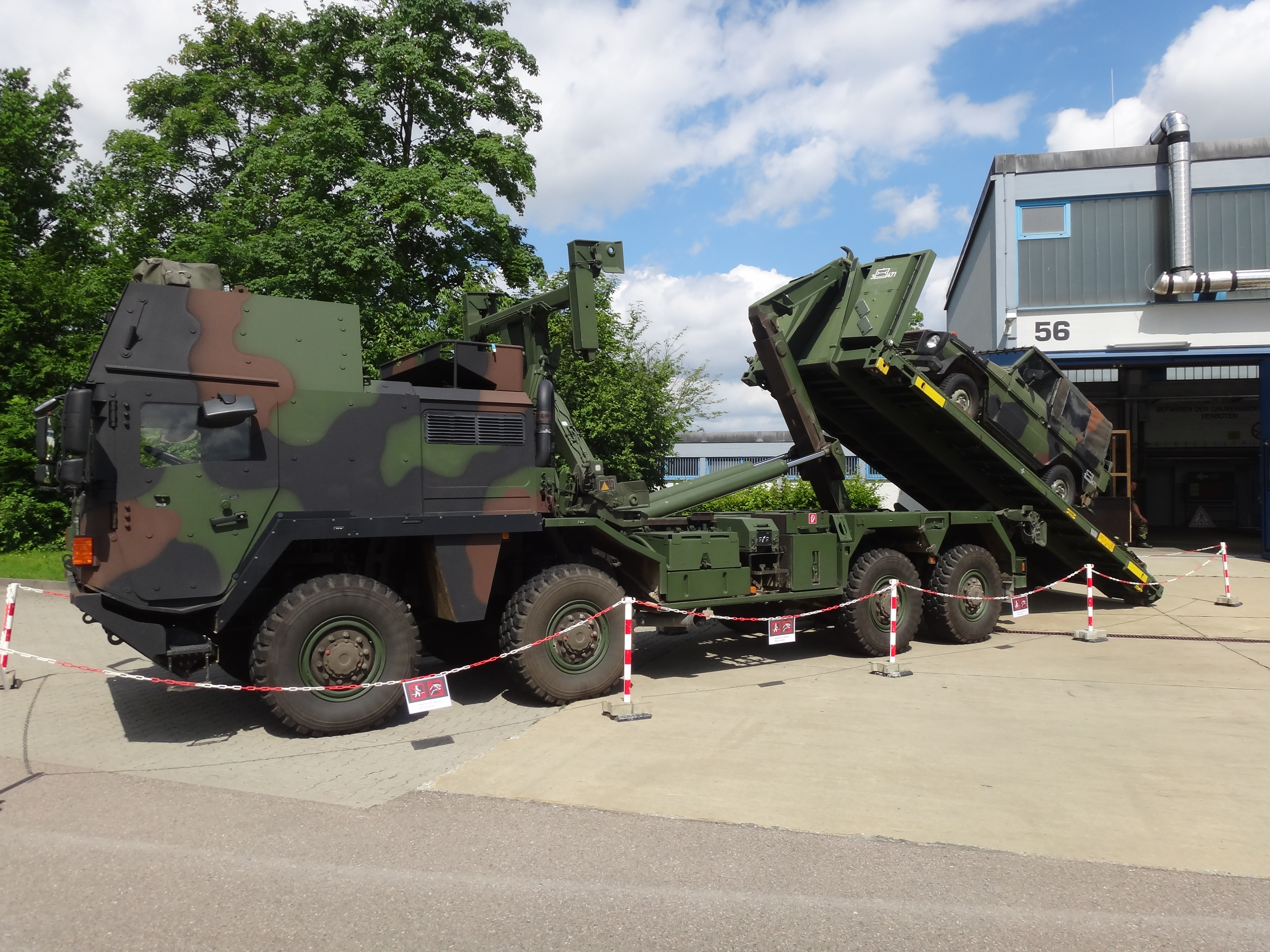
Wechselladerfahrzeug des Wechselladersystems MULTI

In der freien Wirtschaft finden Wechselladerfahrzeuge u. a. in der Bauwirtschaft Verwendung, zum Beispiel zum Abtransport von Bauschutt. Die Wechsellader-Einrichtung einiger Wechselladerfahrzeuge kann auch zum Aufstellen von Wechselsilos verwendet werden, siehe Silosteller.
Die Container können bei der Feuerwehr und anderen Einsatzorganisationen beispielsweise zusätzliches Schlauchmaterial, Atemschutz- oder Strahlenschutzausrüstung, Material für größere technische Hilfeleistungen, Gefahrguteinsätze oder zum Umweltschutz enthalten. Ab etwa 1955 beschaffte die Feuerwehr Mannheim bereits Absetzfahrzeuge, ab den 1970er Jahren befasste sich dann auch die Feuerwehr Duisburg, die auch einen umfangreichen Bestand an Wechselladerfahrzeugen besitzt, als eine weitere Feuerwehr mit einem Absetzsystem, welches dann später durch ein Abrollsystem ersetzt wurde. Andere Feuerwehren folgten ihnen und durch die Entwicklung in diesem Bereich ist das Wechselladerfahrzeug bei Berufs- und vielen Freiwilligen Feuerwehren ein unverzichtbares Einsatzmittel geworden.
Auch die Bundeswehr setzt Wechsellader ein, das so genannte Wechselladersystem MULTI.
Um die Transportkapazität zu erhöhen, können Wechselladerfahrzeuge auch noch einen Anhänger mit einem weiteren Container ziehen, der vom Zugfahrzeug aus bestückt und entladen werden kann.

## Wechsellader-Einrichtung
Die Wechsellader-Einrichtung ist fest auf dem Fahrgestell des Lastkraftwagens aufgebaut. Sie ist in der Lage ohne zusätzliche Hilfsmittel Abrollbehälter aufzunehmen bzw. abzusetzen und das Abkippen von Schüttgütern aus dem Abrollbehälter zu ermöglichen.
Es gibt verschiedene Ausführung der Wechsellader-Einrichtung. Gängige Systeme sind das Haken-, das Seil- und das Kettengerät.

### Hakengerät

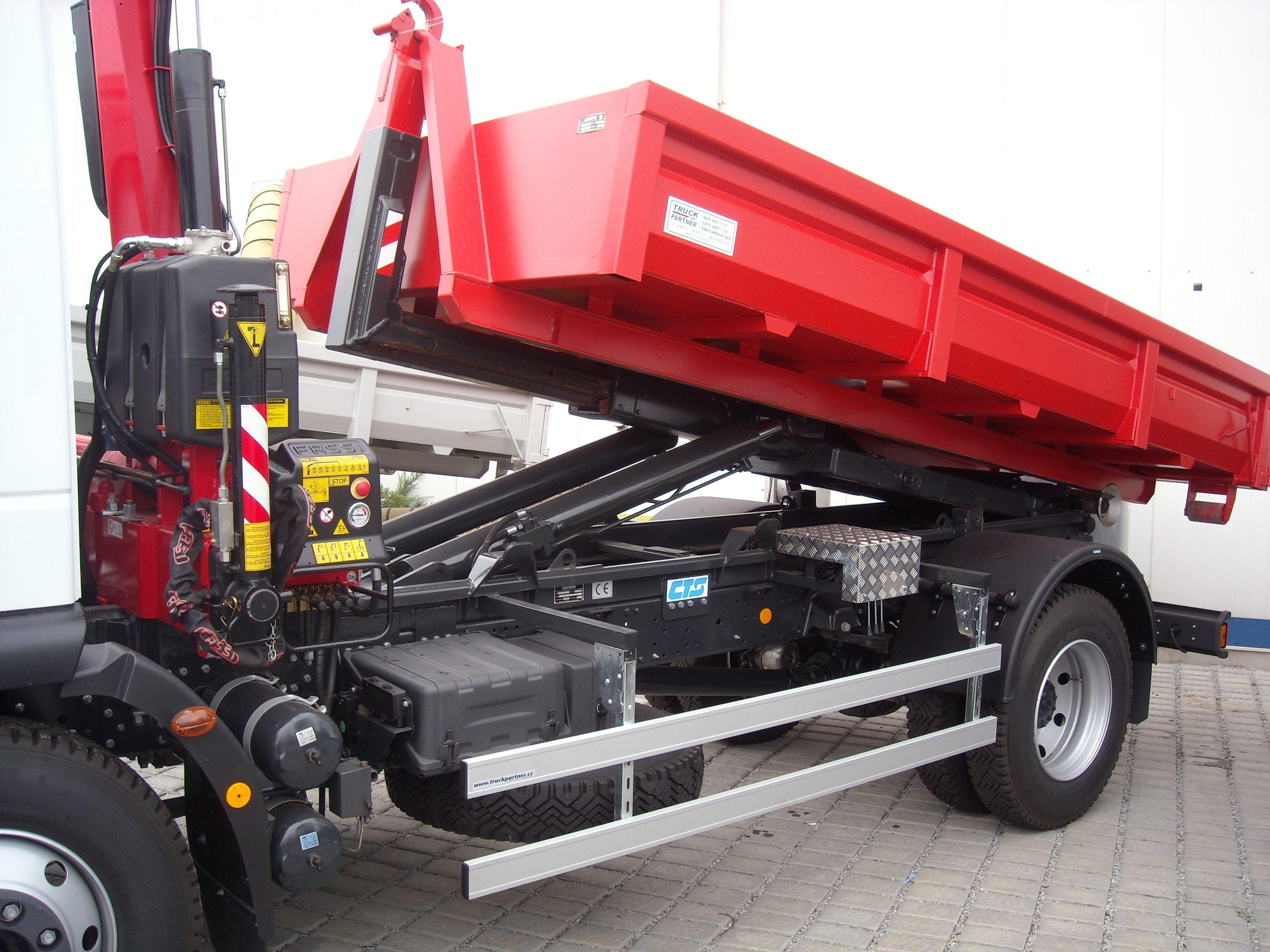
Wechselladerfahrzeug mit Hakengerät

Beim Hakengerät (auch als Hakenlift bezeichnet) ist ein Ladehaken an einem teleskopier- und schwenkbaren, hydraulischen Arm am Gleitrahmen angebracht. Dieser greift in die entsprechende Aufnahmeeinrichtung des Abrollbehälters ein.
Bei Straßenfahrt ruht der Behälter formschlüssig am Lkw: Mit dem Freiraum zwischen den beiden Längsträgern sitzt der Behälter auf zwei Führungsschienen des Gleitrahmens (Außenmaß etwa 70 cm). Zumindest ein Paar Bolzen sind weit hinten quer zur Fahrtrichtung durch die Schienen nach außen durch die Stege der Längsträger geschoben und arretieren den Behälter hier. Die am Behälter vorne oben befindliche Öse wird durch eine schräg nach vorne oben ragende U-förmige Schlaufe aus Rundstahl von 5 cm Durchmesser gebildet. Hier greift der verschlossene Haken des Lifts ein, der hydraulisch in Position gehalten wird.
Der L-förmige Arm des Hakenlifts läuft von seinem Hakenende vor dem Behälter (1,5–2 m) senkrecht nach unten und hier mit einem rechtwinkeligen Knick waagrecht zwischen den Schienen bis etwas hinter der Mitte der Ladelänge des Lkw, wo der Arm zwischen diesen Schienen mit einer Querachse angelenkt ist.
Zum Absetzen werden die Bolzen geöffnet und wird der noch waagrecht liegende Schenkel des Hakenliftarms teleskopisch mittels Hydraulik verkürzt, womit der Behälter gleitend, geführt durch die geschmierten Schienen etwa ein Drittel seiner Länge nach hinten geschoben wird. In einem zweiten Schritt wird der Liftarm hydraulisch hoch und nach hinten geschwenkt. Während der Haken dabei etwa einen Viertelkreis beschreibt wird der Behälter vorne angehoben, dadurch gekippt und zugleich weiter nach hinten geschoben und rollt mit seinen Längsträgern an am Lkw hinter den Schienenenden liegenden breiten Rollen ab.
In der Folge kippt der Behälter so weit, bis er mit den hinteren Enden der Längsträger, die hier ebenfalls mit Rollen ausgestattet sind, den Boden berührt. Mit dem Weiterbewegen des Hakenliftarms wird der Behälter mit seiner Vorderkante über die Hinterkante des Lkw gehoben und ebenfalls am Boden abgesetzt. Auf glattem hartem Untergrund können dabei die Behälterrollen abrollen, eventuell in vorbereitete Aufnahmen, um den Behälter gut zu einer Anlage zu positionieren. Sinken die Walzen auf weicherem Untergrund etwas ein, kann am Lkw die Feststellbremse geöffnet werden und dieser unter dem Behälter herausfahren.
Da der Haken an der Öse ein Knickspiel aufweist, kann durch Fahren mit dem Lkw der Behälter in kleinem Umfang noch rangiert werden. Zuletzt wird der Hakenverschluss geöffnet, der Haken ausgehakt, der Arm verkürzt und eingeklappt.
Das Aufnehmen eines Behälters erfolgt durch die entsprechend gegenläufigen Schritte.

### Seilgerät

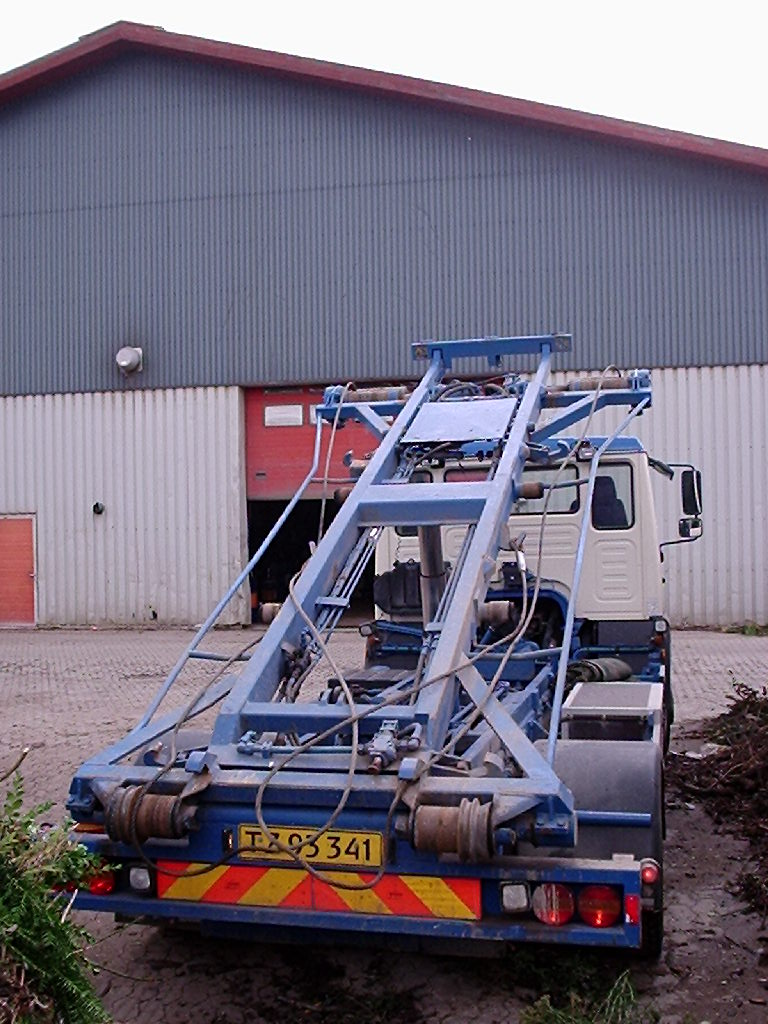
Wechselladerfahrzeug mit Seilgerät, gekippten Gleitrahmen, Doppelseilwinde und Rollen

Das Seilgerät besteht aus einem mittels einer Hubmechanik oder einem Hydraulikzylinder kippbaren Gleitrahmen, an dessen vorderem Ende eine Doppelseilwinde und an dessen hinterem Ende Rollen zur Führung des Behälters angebracht sind. Für dieses Wechselladersystem sind am Abrollbehälter als Aufnahmeeinrichtung zwei Seilhaken an den Längsträgern notwendig.
Zum Absetzen des Abrollbehälters wird der Gleitrahmen gekippt und das Seil abgerollt. Dadurch gleitet der Abrollbehälter nach hinten, bis er mit den Rollen auf den Boden abrollt. Sobald auch das vordere Ende des Abrollbehälters vom Fahrzeug gerollt ist, wird der Behälter mit der Seilwinde am Boden abgesetzt. Anschließend kann der Fahrer die Seile vom Abrollbehälter lösen.
Das Aufnehmen eines Behälters erfolgt durch die entsprechend gegenläufigen Schritte.

### Kettengerät
Das Kettengerät besteht aus einem mittels eines Hydraulikzylinder kippbaren Gleitrahmen und einer Gliederkette. Die Gliederkette ist im Gleitrahmen längs umlaufend angebracht und kann mittels eines Hydraulikmotors bewegt werden. An der umlaufenden Kette ist eine zweite, kurze Kette mit einem Ende befestigt. Am anderen Ende dieser Kette ist ein Haken befestigt, welcher in den Kettenbock des Abrollbehälters einhakt.
Das Absetzen und Aufnehmen erfolgt ähnlich wie bei einem Seilgerät, jedoch muss der Haken nicht manuell eingehängt werden. Zum Einhaken muss das Wechselladerfahrzeug axial am Abrollbehälter platziert und die Kette so positioniert werden, dass der Haken unterhalb des Kettenbocks hängt. Durch einziehen der Kette hakt der Haken in den Kettenbock ein und der Abrollbehälter kann aufgenommen werden. Ein weiterer Unterschied zum Seilgerät ist die Möglichkeit des Kettengeräts einen Abrollbehälter vom Fahrzeug bei horizontalen Gleitrahmen zu schieben. Dies ist insbesondere beim Umladen des Abrollbehälters vom Wechselladerfahrzeug auf einen Anhänger oder einen Güterwagen notwendig.
Das Kettengerät ist gegenüber dem Seilgerät in der Regel für größere Lasten ausgelegt. Im Vergleich zum Hakengerät hat das Kettengerät eine geringere Eigenmasse.